# چولا ویستا، شهرستان کمرون، تگزاس
چولا ویستا (به انگلیسی: Chula Vista) یک منطقهٔ مسکونی در ایالات متحده آمریکا است که در تگزاس واقع شده‌است. چولا ویستا ۵ متر بالاتر از سطح دریا واقع شده‌است.